# История Анадыря
История Анадыря — столицы Чукотского автономного округа как населённого пункта началась в 1889 году и сейчас насчитывает около 130 лет.

## Чукотка до нашей эры
Древнейшие следы человека на Чукотке датируются примерно XXX - VIII тысячелетием до нашей эры, в XI - I тысячелетии на Чукотке распространилась культура охотников на диких оленей.

## Чукотка в XVII-XX веках
Русские землепроходцы, прибыв в северо-восточную чать Азии обнаружили разделение народов Чукотки на две группы по хозяйственно-бытовому укладу: кочевые оленеводы (эвены, коряки, чукчи, юкагиры) и оседлые морские зверобои (кереки, эскимосы, чукчи). К январю 1649 года остатки экспедиции Дежнёва (была разбросана штормом и выброшена на южное побережье Чукотки) добрались до устья реки Анадырь. 
Перезимовав там, они прошли вверх по реке 18 километров и заложили зимовье, которое с 1652 года имеет название Анадырский острог (уничтожен в 1771 году). Попытки повторить плавание Дежнёва из Колымы до Анадыря не приводили к успеху. Использовалась сухопутная дорога к Камчатскому полуострову через Анадырский отрог и хребет.
В 1664 году был основан Нижнеколымский острог, позже он и Анадырский остроги стали базами для последующих экспедиций. Дежнёв обложил жителей среднего течения реки Анадырь ясаком - дань пушниной.
Первые экспедиции были организованы купцами и имели цель не государственной политики, а получения моржового клыка и пушнины.
Попытки Российской империи обложить коренное население Чукотки ясаком иногда встречали сопротивление. В 1778 году начальник Анадырского отрога Иван Степанович Шмалев подписал с чукчами мирный договор.

### Межплеменные войны
В конце 17 – 18 веков на Чукотке наступил период межплеменных войн, особенно часто происходили военные столкновения между коряками и чукчами. Чукчи постепенно уходили из зон российского влияния и теснили другие народы, например: коряков, юкагиров, кереков, которые, в свою очередь, искали защиту у Российского государства.

### Военные экспедиции
В 1729 была с целью очередной попытки обложить народы Чукотки ясаком предпринята новая военная экспедиция под командованием Афанасия Шестакова, однако она была разбита чукчами. В 1731 майор Дмитрий Павлуцкий предпринял новый поход в сопровождении юкагиров и коряков, и на этот раз Российская империя одержала победу. Позже Павлуцкий совершал ещё несколько походов, но они были малорезультативны. В 1747 году его отряд потерпел поражение, он пытался бежать, однако его догнали и убили чукчи.

### Взаимоотношения России и Чукотки
Укреплению влияния Российской империи на Чукотке способствовала гибкая политика российского руководства во второй половине XVIII века, императрица Екатерина в 1779 году повелела снять с чукчей обязанность уплаты ясака на десять лет, если они не будут воевать с коряками.
С конца XVIII - начала XIX веков на Чукотке начинают обосновываться жители остальной части России, что способствует появлению многих новых посёлков.

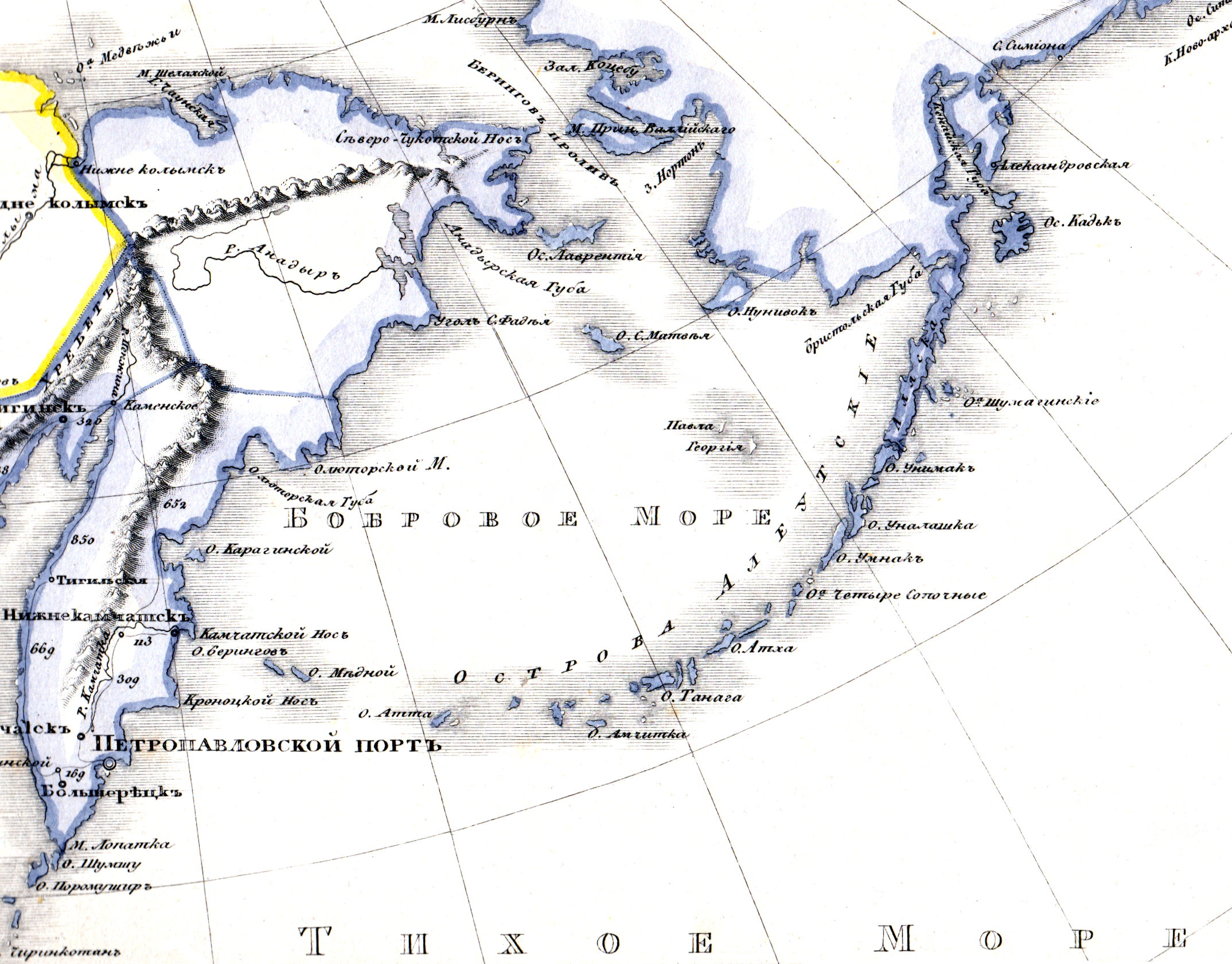
Чукотка на карте Российской империи 1833 года

## Анадырь в составе Российской империи
В 1888 году указом Александра III была создана новая административная единица, получившая название Анадырский округ, 9 июня по старому стилю в Анадырский лиман вошёл клипер «Разбойник», на нём был глава нового округа Леонид Францевич Гриневецкий, его помощник, капитан судна, 10 (или 12) камчатских казаков и фотограф (также научный наблюдатель). Они привезли продовольствие, строительные материалы и другие грузы. 2 августа завершилось строительство первого дома на косе Александра (был возведён за две недели), на следующий был создан и освящён пост Ново-Мариинск, фотограф сделал серию документальных снимков. Над домом водрузили российский флаг.
Пост был построен недалеко от старинного поселения жителей Чукотки Въен (вход) как пограничный пункт и уездный центр, однако население росло медленно, в городе строились преимущественно частые и казенные склады. 
Важными событиями начала XX века стали открытие золота в районе Золотого хребта и строительство в Ново-Мариинске в 1912-1914 годах радиостанции, которая тогда входила в число четырех самых мощных в Российской империи. Она позволяла поддерживать связь с Петропавловском-Камчатским, Охотском, Номом (Аляска).

## Революция
После Февральской революции 1917 года в мае этого года в Ново-Мариинске был создан уездный Комитет общественной безопасности. Он действовал до марта 1918 года, когда из Петропавловска пришла телеграмма Камчатского областного совета, которая упразднила его и предписала избрать Анадырский уездный совет крестьянских, рабочих и солдатских депутатов. Совет был создан, однако он решил выразить «недоверие захватчикам власти — Совету Народных Комиссаров» и «признавать только одну власть в стране — законную, народную – Учредительное собрание».
В сентябре 1919 года в Ново-Мариинск пришёл пароход «Томск», на котором прибыли представители колчаковской администрации во главе с новым начальником Анадырского уездного управления И. М. Громовым. Но на том же пароходе под вымышленными именами прибыли Михаил Мандриков и Август Берзинь, направленные на Чукотку большевистским подпольем Владивостока для установления в Ново-Мариинске Советской власти. 16 декабря 1919 года в Ново-Мариинске они создали Анадырский революционный комитет, захвативший власть, председателем которого стал Мандриков. Громов и другие представители колчаковских властей были арестованы. Были национализированы товары местных коммерсантов, долги им были аннулированы. Громов и ещё несколько человек были расстреляно по обвинению в «контрреволюции», для жителей были введены принудительные работы на шахте «Угольная».
Такая политика вызвала недовольство местных жителей. 31 января 1920 года произошло восстание, Мандриков и его соратники были окружены в здании ревкома и после неравной перестрелки сдались. Через два дня Мандрикова и еще четверых расстреляли.
Но когда весть об этом перевороте пришла в Марково, там был собран местный Совет, который осудил его. 20 июля 1920 года вооруженный отряд из 14 человек на катере и кунгасах прибыл из Марково в Анадырь и без боя восстановил там советскую власть. Затем участники переворота были арестованы и вывезены во Владивосток.

## Советский период
В 1924 году Ново-Мариинск был официально переименован в Анадырь постановлением губревкома Камчатки.
4 января 1926 года был создан Дальневосточный край с переходом от уездного и губернского деления на районную и окружную систему. Были созданы два района: Чукотский и Анадырский. Оба вошли в состав Камчатского округа.
В декабре 1930 года было принято постановление "Об организации национальных объединений в районах расселения малых народностей Севера". После этого был образован Чукотский национальный округ с центром на Чукотской культбазе. Только в 1931 году столицей округа стал Анадырь.
В начале 30-х годов на Чукотке стали появляться первые промышленные предприятия, например рыбоконсервный завод. В 1939 году в Анадыре было открыто педагогическое училище, первое средне специальное учебное заведение.
В октябре 1932 года Камчатский округ стал областью, которая 20 октября 1938 года вошла в состав Хабаровского края. Чукотский национальный округ остался в составе Камчатской области.
В 1928 - 1936 годах началось становление чукотской авиации, одним из двух главных аэропортов стал Анадырь.
В 1931 году в Анадыре был создан Окружной музей.
12 декабря 1937 года на Чукотке были проведены выборы в ВС Советского союза. Первым депутатом в Совете Национальностей от Чукотки стал Тевлянто.
В 1951 году Чукотка вошла в подчинение Хабаровскому краю, в 1953 вошла в состав Магаданской области.
Анадырь вошёл в период быстрого развития и роста с конца 50-х годов XX века, это характеризовалось появлением морского пункта, который к 1961 стал портом. Посёлок расширился за пределы косы Александра и стал расширяться дальше реки Казачки к возвышенной части тундры.
В 1965 году Анадырь получил статус города по указу Президиума Верховного Совета РСФСР, стали появляться четырёх- и пяти-этажные дома. Уже годом ранее в, на тот момент, ещё посёлке появилась первая телефонная станция на 40 номеров. В 1967 году был создан анадырский телецентр, сейчас известный как телерадиокомпания «Чукотка».
Согласно новой конституции СССР 1977 года национальный округ получил автономию.
9 декабря 1970 года Чукотка была награждена орденом Трудового Красного Знамени, 29 декабря 1972 года орденом Дружбы Народов.
В 1973 году в Анадырском районе были обнаружены признаки залежей нефти.

## В настоящее время
В 1992 году, Чукотка вышла из состава Магаданской области и получила статус самостоятельного субъекта Российской Федерации, был создан Чукотский Автономный Округ со столицей в Анадыре.
В 1994 году в Анадыре начали работу три образовательных учреждения: профессиональное училище №3, медицинское училище и Чукотский окружной колледж искусств.
В 2001 году Анадырь стал муниципальным образованием
В 2019 году на выборах главы городского округа Анадырь победил Леонид Николаев.

## См.также
- История Чукотского автономного округа
- Чукотско-корякские войны
- Анадырь